# Françoise Tulkens

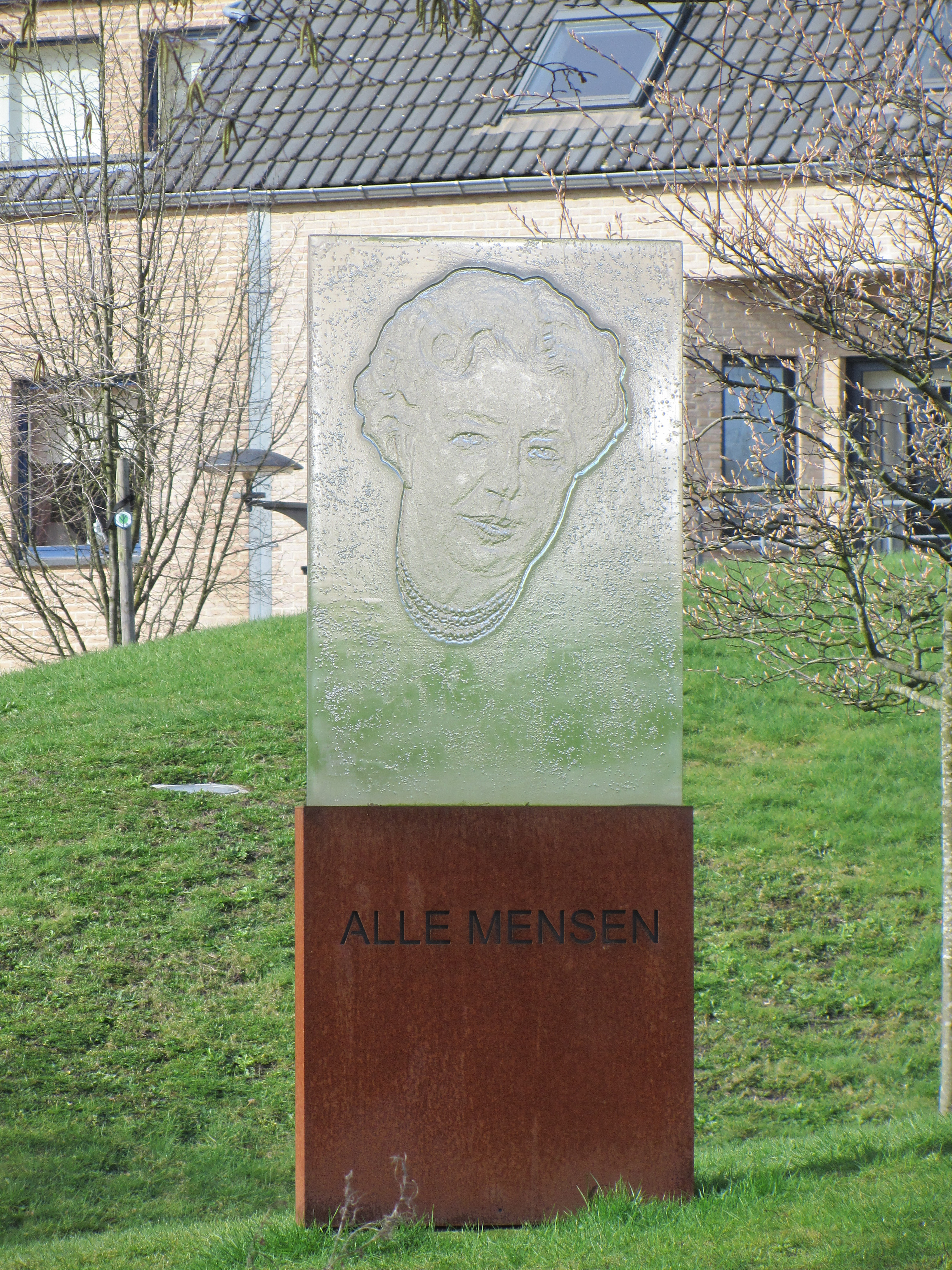
glaspaneel in Lommel

Françoise Marie Flore Yvonne Noëlle Georgette Tulkens (Brussel, 12 september 1942) is een Belgisch hoogleraar emeritus, rechtsgeleerde en voormalig rechter.
Tulkens is doctor in de rechten en licentiate criminologie van opleiding. Na haar doctoraat in 1965 was ze eerst drie jaar actief als advocaat aan de Brusselse balie, alvorens een onderzoeksmandaat bij het Nationaal Fonds voor Wetenschappelijk Onderzoek aan te vatten. Haar academische carrière ging verder met een aanstelling in 1976 als docent aan de Université catholique de Louvain. Enkele jaren, van 1993 tot 1998, was ze voorzitter van een wetenschappelijk stuurcomité van het Centre national de la recherche scientifique in Parijs, van 1994 tot 1998 was ze hoofdredacteur van de Revue internationale de droit pénal.
Ze is gewoon hoogleraar emeritus aan de UCL waar ze over de systemen voor de bescherming van de mensenrechten, het algemeen en bijzonder strafrecht, het vergelijkend strafrecht, het Europees strafrecht (leerstoel Jean Monnet) en het jeugdrecht doceerde. Ze publiceerde over mensenrechten en het strafrecht. Ze was ook gastprofessor aan de universiteiten van Genève, Ottawa, Paris I, Rennes en Straatsburg en aan de Louisiana State University. 
Ze werd in 1998 verkozen als Belgisch rechter aan het Europees Hof voor de Rechten van de Mens in Straatsburg. Haar mandaat liep tot 12 september 2012. Van 1 februari 2011 tot het einde van het mandaat was ze vicevoorzitster van het Hof.
In 2011 werd ze geassocieerd lid van de Académie royale de Belgique (in de klasse van Technologie en Samenleving).
Ze was van 15 december 2011 tot 2016 de voorzitter van de raad van bestuur van de Koning Boudewijnstichting in opvolging van het vierjarig mandaat van Peter Piot.
Sinds 2016 is ze lid van de Federale Deontologische Commissie. Ze is er de Franstalige voorzitster.

## Eretitels
Op 25 juni 2010 verkreeg ze de persoonlijke Belgische adellijke titel van barones. Ze is doctor honoris causa van de universiteiten van Genève, Limoges, Ottawa en Gent.
- Bibsys: 8049517
- Bibliothèque nationale de France: cb12567641g (data)
- CiNii: DA09876212
- Gemeinsame Normdatei: 151712824
- International Standard Name Identifier: 0000 0001 0870 7762
- Library of Congress Control Number: no94003410
- Nationale Bibliotheek van Israël: 987007324852905171
- Nederlandse Thesaurus van Auteursnamen: 166203955
- Réseau des bibliothèques de Suisse occidentale: 02-A003914498
- Système universitaire de documentation: 034983376
- Virtual International Authority File: 12424365
- WorldCat: E39PBJyrVj6cvRjH3VxFFw8Bfq